# Брюньярд Тристан
Ивар Тристан Лундстен (норв. Ivar Tristan Lundsten, родился 14 июня 1976 года) — норвежский музыкант, бас-гитарист, более известный под псевдонимом Брюньярд Тристан (Brynjard Tristan).
Наиболее известен как участник группы Dimmu Borgir в период с 1993 по 1996 год. Тристан покинул группу после выпуска альбома Stormblåst. Также в 1994-1995 годах Ивар был участником группы Old Man's Child, однако оттуда он ушёл сразу после выпуска демоальбома In The Shades Of Life.
Также ранее он работал в норвежском музыкальном журнале «Mute», а сейчас занимается своей новой группой — Angstkrieg.

## Дискография
- Dimmu Borgir — «Inn I Evighetens Mørke» (1994)
- Old Man’s Child — «In the Shades of Life» (1994, в 1999 перевыпущен в виде сплит-EP «Sons of Satan Gather For Attack»)
- Dimmu Borgir — «For All Tid» (1994)
- Dimmu Borgir — «Stormblåst» (1996)
- Angstkrieg — «Angstkrieg» (2010)